# Дани Раче украј Дрине
Дани Раче украј Дрине су Духовне свечаности, које се од 1995. године, у првој недељи октобра, одржавају у манастиру Рача и Бајиној Башти.
Манифестација се одржава у организацији фондације „Рачанска баштина”, која је основана 20. јануара 1995. године са задатком да изучава културно-историјски значај манастира Рача и преписивачку делатност њених монаха. Богат програм уметничке музике, сликарства, књижевности, глуме, уз научне скупове, почиње издавањем збирке радова „Рачанског зборника”, а завршава се доделом награде Рачанска повеља за најзначајније дело у истраживању културне традиције српског народа и за најбоље књижевно и уметничко дело инспирисано духовношћу православља.
Постоји награда „Рачански печат” установљена 2015. године. Досадашњи добитници су Милорад Додик, архимандрит Јован Радосављевић и Арно Гујон (2019).